# 岐阜県第3区
岐阜県第3区（ぎふけんだい3く）は、日本の衆議院議員総選挙における選挙区。1994年（平成6年）の公職選挙法改正で設置。

## 区域

### 現在の区域
2022年（令和4年）公職選挙法改正以降の区域は以下のとおりである。岐阜市の旧柳津町域は1区に編入された。
- 関市
- 美濃市
- 羽島市
- 各務原市
- 山県市
- 瑞穂市
- 本巣市
- 羽島郡
- 本巣郡

### 2022年以前の区域
2013年（平成25年）公職選挙法改正から2022年の小選挙区改定までの区域は以下のとおりである。
- 岐阜市（旧柳津町域）
- 関市
- 美濃市
- 羽島市
- 各務原市
- 山県市
- 瑞穂市
- 本巣市
- 羽島郡
- 本巣郡

1994年（平成6年）公職選挙法改正から2013年の小選挙区改定までの区域は以下のとおりである。
- 関市
- 美濃市
- 羽島市
- 各務原市
- 羽島郡
- 本巣郡
- 山県郡
- 武儀郡

## 歴史
中選挙区時代は「旧岐阜1区」の一部にあたり、武藤嘉文（各務原市・関市などが地盤）・大野明（羽島市・羽島郡および山県郡などが支持地域）・松野幸泰（本巣郡を地盤）の3人の自由民主党代議士の地盤が混在していたが、小選挙区制が初めて導入された第41回衆議院議員総選挙（1996年）にあたり武藤が自民党公認候補となった。武藤は中選挙区時代の第31回衆議院議員総選挙（1967年）から第43回衆議院議員総選挙（2003年）連続13回当選を果たした。
一方、岐阜市（岐阜県第1区）を取り巻く岐阜・名古屋圏のベッドタウンという地域的特性や、岐阜県内で比較的労働組合の活動が盛んな地域であり、中選挙区時代は複数の自民党代議士の支持基盤が混在していた政治的事情もあり、保守王国である岐阜県でも非自民候補が善戦する選挙区でもあった。2003年の第43回衆議院議員総選挙では民主党の園田康博が善戦し総選挙区では武藤に敗れたものの比例復活当選。小選挙区制度導入後、県内の小選挙区で立候補した非自民候補が初めて議席を獲得することになった。
2005年の第44回衆議院議員総選挙直前に武藤嘉文が引退を表明。後任の自民党候補をめぐり、自民党岐阜県連は嘉文の二男容治と大野泰正（大野明・大野つや子夫妻の子息）と調整していたが、泰正が郵政民営化法案に反対していたことから、同党岐阜県連からの申請を待たず自民党本部は武藤容治を公認した。県連側は「党本部による頭越しの公認」と党本部に反発する場面もあった。選挙は、容治が嘉文から地盤を引き継ぎ初当選、園田も比例復活で議席を守った。
2009年の第45回衆議院議員総選挙では政権交代の波に乗り園田が当選。小選挙区導入後初めて非自民候補が県内の小選挙区で勝利した。いっぽう容治は比例復活も出来ずに落選し、小選挙区制導入後初めて岐阜県下5選挙区で自民候補が議席を失う結果となった。選挙後まもなく武藤嘉文が死去。
2012年の第46回衆議院議員総選挙ではが容治が返り咲き、園田は比例復活も出来ずに落選した。
2014年の第47回衆議院議員総選挙でも容治が議席を守る。一方園田は比例復活もできずに落選、選挙後政界引退となった。
2017年の第48回衆議院議員総選挙では、容治が早々と出馬表明したのに対し、民進党（旧民主党）は園田の後継候補が難航し、直前に阪口直人を鞍替えで擁立したが、民進党の事実上の分裂に伴い阪口は希望の党の公認で立候補。選挙は容治が4選を果たした。
2021年の第49回衆議院議員総選挙でも、容治が議席を守り、立憲民主党から引き続き出馬した阪口は落選した。
阪口は2024年の第50回衆議院議員総選挙でも今度はれいわ新選組から出馬したが、容治の牙城を崩す事ができなかったものの最下位ながられいわ新選組の躍進の恩恵を受ける形で比例復活での通算3期目の当選を果たした。また、国民民主党の仙田晃宏も党の躍進の恩恵を受ける形で復活当選し、結果的に岐阜3区の立候補者全員が当選した。
武藤家は酒造メーカーの菊川も経営していたが現在は兵庫資本の業務スーパーの傘下になっている。

## 小選挙区選出議員
| 選挙名                 | 年     | 当選者   | 党派       |
| ---------------------- | ------ | -------- | ---------- |
| 第41回衆議院議員総選挙 | 1996年 | 武藤嘉文 | 自由民主党 |
| 第42回衆議院議員総選挙 | 2000年 | 武藤嘉文 | 自由民主党 |
| 第43回衆議院議員総選挙 | 2003年 | 武藤嘉文 | 自由民主党 |
| 第44回衆議院議員総選挙 | 2005年 | 武藤容治 | 自由民主党 |
| 第45回衆議院議員総選挙 | 2009年 | 園田康博 | 民主党     |
| 第46回衆議院議員総選挙 | 2012年 | 武藤容治 | 自由民主党 |
| 第47回衆議院議員総選挙 | 2014年 | 武藤容治 | 自由民主党 |
| 第48回衆議院議員総選挙 | 2017年 | 武藤容治 | 自由民主党 |
| 第49回衆議院議員総選挙 | 2021年 | 武藤容治 | 自由民主党 |
| 第50回衆議院議員総選挙 | 2024年 | 武藤容治 | 自由民主党 |

## 選挙結果
時の内閣：第1次石破内閣 解散日：2024年10月9日 公示日：2024年10月15日
当日有権者数：40万6711人 最終投票率：53.17%（前回比：1.38%） （全国投票率：53.85%（2.08%））
| 当落 | 候補者名 | 年齢 | 所属党派     | 新旧 | 得票数   | 得票率 | 惜敗率 | 推薦・支持 | 重複 |
| ---- | -------- | ---- | ------------ | ---- | -------- | ------ | ------ | ---------- | ---- |
| 当   | 武藤容治 | 69   | 自由民主党   | 前   | 98,370票 | 46.75% | ――     | 公明党推薦 | ○    |
| 比当 | 仙田晃宏 | 42   | 国民民主党   | 新   | 64,039票 | 30.44% | 65.10% |            | ○    |
| 比当 | 阪口直人 | 61   | れいわ新選組 | 元   | 48,002票 | 22.81% | 48.80% |            | ○    |

時の内閣：第1次岸田内閣 解散日：2021年10月14日 公示日：2021年10月19日
当日有権者数：42万2993人 最終投票率：54.55%（前回比：0.61%） （全国投票率：55.93%（2.25%））
| 当落 | 候補者名 | 年齢 | 所属党派   | 新旧 | 得票数    | 得票率 | 惜敗率 | 推薦・支持               | 重複 |
| ---- | -------- | ---- | ---------- | ---- | --------- | ------ | ------ | ------------------------ | ---- |
| 当   | 武藤容治 | 66   | 自由民主党 | 前   | 132,357票 | 58.57% | ――     | 公明党推薦               | ○    |
|      | 阪口直人 | 58   | 立憲民主党 | 元   | 93,616票  | 41.43% | 70.73% | 社会民主党岐阜県連合支持 | ○    |

時の内閣：第3次安倍第3次改造内閣 解散日：2017年9月28日 公示日：2017年10月10日
当日有権者数：42万6163人 最終投票率：53.94%（前回比：3.28%） （全国投票率：53.68%（1.02%））
| 当落 | 候補者名 | 年齢 | 所属党派   | 新旧 | 得票数    | 得票率 | 惜敗率 | 推薦・支持 | 重複 |
| ---- | -------- | ---- | ---------- | ---- | --------- | ------ | ------ | ---------- | ---- |
| 当   | 武藤容治 | 62   | 自由民主党 | 前   | 127,308票 | 56.88% | ――     | 公明党推薦 | ○    |
|      | 阪口直人 | 54   | 希望の党   | 元   | 68,404票  | 30.56% | 53.73% |            | ○    |
|      | 井上諭   | 50   | 日本共産党 | 新   | 28,093票  | 12.55% | 22.07% |            |      |

時の内閣：第2次安倍改造内閣 解散日：2014年11月21日 公示日：2014年12月2日
当日有権者数：41万6478人 最終投票率：50.68%（前回比：8.52%） （全国投票率：52.66%（6.66%））
| 当落 | 候補者名 | 年齢 | 所属党派   | 新旧 | 得票数    | 得票率 | 惜敗率 | 推薦・支持 | 重複 |
| ---- | -------- | ---- | ---------- | ---- | --------- | ------ | ------ | ---------- | ---- |
| 当   | 武藤容治 | 59   | 自由民主党 | 前   | 107,872票 | 52.56% | ――     | 公明党     | ○    |
|      | 園田康博 | 47   | 民主党     | 元   | 77,074票  | 37.56% | 71.45% |            | ○    |
|      | 服部頼義 | 56   | 日本共産党 | 新   | 20,276票  | 9.88%  | 18.80% |            |      |

時の内閣：野田第3次改造内閣 解散日：2012年11月16日 公示日：2012年12月4日
当日有権者数：41万8209人 最終投票率：59.20% （全国投票率：59.32%（9.96%））
| 当落 | 候補者名 | 年齢 | 所属党派     | 新旧 | 得票数    | 得票率 | 惜敗率 | 推薦・支持 | 重複 |
| ---- | -------- | ---- | ------------ | ---- | --------- | ------ | ------ | ---------- | ---- |
| 当   | 武藤容治 | 57   | 自由民主党   | 元   | 120,865票 | 50.82% | ――     | 公明党     | ○    |
|      | 園田康博 | 45   | 民主党       | 前   | 70,107票  | 29.48% | 58.00% | 国民新党   | ○    |
|      | 木村周二 | 55   | 日本未来の党 | 新   | 30,893票  | 12.99% | 25.56% |            | ○    |
|      | 服部頼義 | 54   | 日本共産党   | 新   | 15,979票  | 6.72%  | 13.22% |            |      |

時の内閣：麻生内閣 解散日：2009年7月21日 公示日：2009年8月18日
当日有権者数：41万6239人 最終投票率：70.6% （全国投票率：69.28%（1.77%））
| 当落 | 候補者名 | 年齢 | 所属党派   | 新旧 | 得票数    | 得票率 | 惜敗率 | 推薦・支持 | 重複 |
| ---- | -------- | ---- | ---------- | ---- | --------- | ------ | ------ | ---------- | ---- |
| 当   | 園田康博 | 42   | 民主党     | 前   | 165,017票 | 57.36% | ――     |            | ○    |
|      | 武藤容治 | 53   | 自由民主党 | 前   | 116,353票 | 40.44% | 70.51% |            | ○    |
|      | 馬渕保彦 | 45   | 幸福実現党 | 新   | 6,341票   | 2.20%  | 3.84%  |            |      |

時の内閣：第2次小泉改造内閣 解散日：2005年8月8日 公示日：2005年8月30日
当日有権者数：41万1134人 最終投票率：69.41% （全国投票率：67.51%（7.65%））
| 当落 | 候補者名 | 年齢 | 所属党派   | 新旧 | 得票数    | 得票率 | 惜敗率 | 推薦・支持 | 重複 |
| ---- | -------- | ---- | ---------- | ---- | --------- | ------ | ------ | ---------- | ---- |
| 当   | 武藤容治 | 49   | 自由民主党 | 新   | 137,562票 | 49.26% | ――     |            | ○    |
| 比当 | 園田康博 | 38   | 民主党     | 前   | 120,598票 | 43.19% | 87.67% |            | ○    |
|      | 山田一枝 | 65   | 日本共産党 | 新   | 21,091票  | 7.55%  | 15.33% |            |      |

時の内閣：第1次小泉第2次改造内閣 解散日：2003年10月10日 公示日：2003年10月28日 最終投票率：60.79% （全国投票率：59.86%（2.63%））
| 当落 | 候補者名 | 年齢 | 所属党派   | 新旧 | 得票数    | 得票率 | 惜敗率 | 推薦・支持 | 重複 |
| ---- | -------- | ---- | ---------- | ---- | --------- | ------ | ------ | ---------- | ---- |
| 当   | 武藤嘉文 | 76   | 自由民主党 | 前   | 115,221票 | 47.75% | ――     |            |      |
| 比当 | 園田康博 | 36   | 民主党     | 新   | 110,796票 | 45.92% | 96.16% |            | ○    |
|      | 宮川勝義 | 61   | 日本共産党 | 新   | 15,278票  | 6.33%  | 13.26% |            |      |

時の内閣：第1次森内閣 解散日：2000年6月2日 公示日：2000年6月13日 （全国投票率：62.49%（2.84%））
| 当落 | 候補者名 | 年齢 | 所属党派   | 新旧 | 得票数    | 得票率 | 惜敗率 | 推薦・支持 | 重複 |
| ---- | -------- | ---- | ---------- | ---- | --------- | ------ | ------ | ---------- | ---- |
| 当   | 武藤嘉文 | 73   | 自由民主党 | 前   | 129,842票 | 53.05% | ――     |            | ○    |
|      | 園田康博 | 33   | 民主党     | 新   | 89,874票  | 36.72% | 69.22% |            | ○    |
|      | 小川理   | 47   | 日本共産党 | 新   | 25,042票  | 10.23% | 19.29% |            |      |

時の内閣：第1次橋本内閣 解散日：1996年9月27日 公示日：1996年10月8日 （全国投票率：59.65%（8.11%））
| 当落 | 候補者名 | 年齢 | 所属党派   | 新旧 | 得票数    | 得票率 | 惜敗率 | 推薦・支持 | 重複 |
| ---- | -------- | ---- | ---------- | ---- | --------- | ------ | ------ | ---------- | ---- |
| 当   | 武藤嘉文 | 69   | 自由民主党 | 前   | 117,933票 | 53.11% | ――     |            | ○    |
|      | 吉岡徹男 | 48   | 新進党     | 新   | 75,038票  | 33.79% | 63.63% |            |      |
|      | 倉田倬治 | 64   | 日本共産党 | 新   | 29,071票  | 13.09% | 24.65% |            |      |